# Heterochasta conglobata
Heterochasta conglobata är en fjärilsart som beskrevs av Walker 1862. Heterochasta conglobata ingår i släktet Heterochasta och familjen mätare. Inga underarter finns listade i Catalogue of Life.